# Georges Lepape
Pour les articles homonymes, voir Lepape.
Georges Alexandre Adrien Lepape né le 26 juin 1887 à Paris et mort le 15 février 1971 à Bonneval (Eure-et-Loir) est un dessinateur de mode, affichiste, graveur et illustrateur français. Il est particulièrement représentatif de l'époque Art déco.

## Biographie

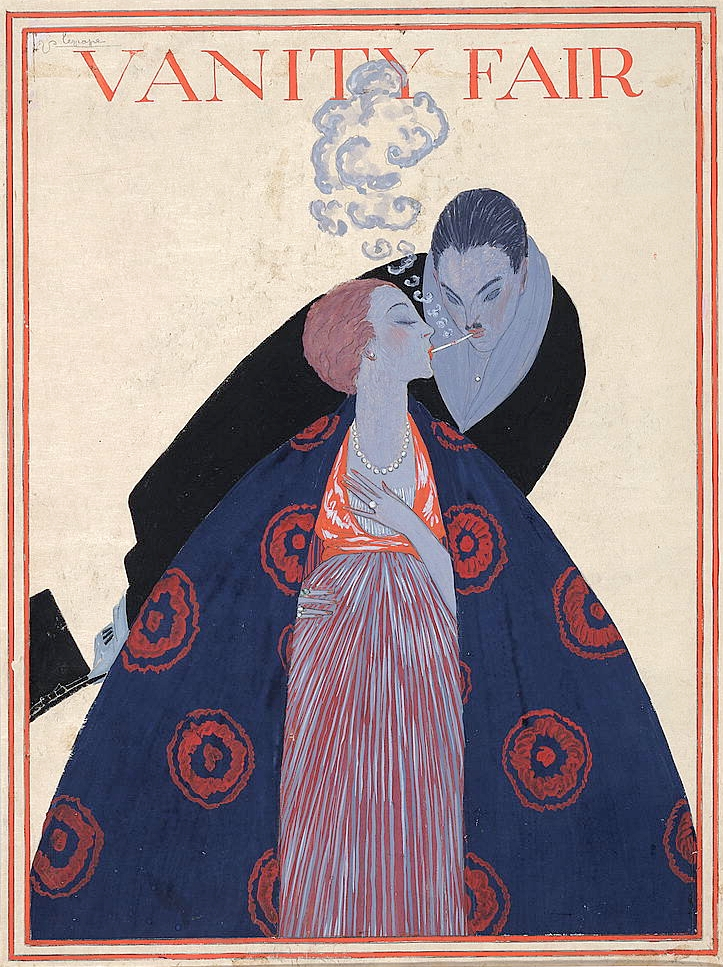
Couverture de Vanity Fair, numéro de décembre 1919.

Élève à l'Académie Humbert, Georges Lepape expose en 1910 au Salon d'automne, où il rencontre le couturier Paul Poiret avec qui il se lie d'amitié. Il illustre pour lui en 1911 ce qui est considéré comme son chef-d'œuvre, Les Choses de Paul Poiret vues par Georges Lepape, imprimé par Maquet. Il participe, dès les premiers numéros, à la Gazette du bon ton, à laquelle il contribue de splendides planches coloriées au pochoir. Il collabore ensuite aux grands journaux de mode de l'époque : Harper's Bazaar, Vanity Fair, Femina, Vogue et Les Feuillets d'art.
Précurseur de la ligne claire, il est influencé par l'orientalisme, les miniatures persanes et les ballets russes. En 1917, il fabrique des marionnettes suivant des modèles de Paul Poiret. En 1920, il participe à l'exposition La Mode du XXe siècle vue par les peintres au musée des arts décoratifs de Paris. En 1926, il est convié à New York par Condé Nast, éditeur de Vogue États-Unis. Il y reste six mois. Les couvertures qu'il exécute pour cette revue sont d'une grande qualité.
Comme nombre d'artistes de cette époque novatrice, il exerce son activité avec audace et élégance dans les domaines les plus variés : affiches, programmes de théâtre, tissus, éventails, catalogues publicitaires notamment pour Wallace & Draeger. En 1923, il réalise des décors notamment pour L'Oiseau bleu, féerie symbolique de Maurice Maeterlinck, et des costumes de théâtre. Après la Seconde Guerre mondiale, il travaille beaucoup pour la publicité et l'édition. Il illustre une trentaine de livres : Paul Géraldy, Sacha Guitry, Alfred de Musset, Platon.
Il est un hôte assidu de Sainte-Maxime, dans le Var, où il a fait construire sa villa « Les Oursins » sur les rochers sur les plans de son beau-père Gustave Lausanne.
Georges Lepape est mort le 15 février 1971 à Bonneval (Eure-et-Loir),.

## Illustration
- Charles Dousdebès, La Journée blanche annales politiques et littéraires, 1909.
- Coup de vent, 1917, gouache sur papier, musée des beaux-arts de Brest[4].
- Fruit d'automne, 1918, gouache sur papier, musée des beaux-arts de Brest[4].
- Modes et Manières d'aujourd'hui - 1914-1919. Revue. Contient 12 poèmes de Henry-Jacques, accompagnés de 12 compositions couleurs de Georges Lepape, un des 271 ex. (n°122) sur grand papier du Japon (Manufactures de Shizuoka), tirage total de 300 exemplaires, Collection Pierre Corrard, Éditions Librairie Jules Meynial, 1921[5].
- Colette, Claudine, Albin Michel, illustration Georges Lepape 1930-1931
- Pétrone, Le Satiricon, Les éditions Émile Chamontin, 1941 (évocation en ligne).
- Stendhal, L'Abbesse de Castro, édition du centenaire, Paris, éditions Émile Chamontin, 1942.
- Paul Géraldy, L'Amour, édition de l'Île-de-France, 1945.
- Paul Géraldy, Toi et Moi, édition de l'Île-de-France, 1947.
- Victor Hugo, Œuvres complètes, Givors, A. Martel, 1955.
- Sacha Guitry, Le Bien-Aimé, Comédie. Paris, Javal, 1949.
- Sacha Guitry, Constance (comédie), ornée de 14 illustrations de Georges Lepape gravées par F. Nourisson, Paris, chez Pierre Lanauve de Tartas, 1950.
- Alfred de Musset, Œuvres complètes, Paris, Le Vasseur et Cie, Éditeurs, 1937-1938.